# Dyrssen
Dyrssen är en svensk släkt som härstammar från Büsum i norra Ditmarschen i hertigdömet Holstein, idag förbundslandet Schleswig-Holstein i Tyskland, där äldste kände stamfadern Grote Johann Dirsen (Dierks) var den förste sockenfogden i Büsum efter att hertigdömet intagits av Danmark 1559. 
Godsägaren Peder Johan Julius Dyrssen (1820–1886) flyttade till Sverige 1840. Han grundade fabriken Fertilitas i Göteborg för framställning av artificiella gödningsämnen. Från hans sex söner härstammar alla i Sverige levande släktgrenar. Den 31 december 2012 fanns det i Sverige 89 personer med efternamnet Dyrssen.
Släkten bildade 1886 Dyrssenska föreningen. Den arrangerar släktmöten med fyra års mellanrum.

## Personer med efternamnet Dyrssen
- David Dyrssen (1922–2011), analytisk kemist, professor
- Eva Dyrssen (1910–2007), författare, expert på kristall-ljuskronor
- Gerhard Dyrssen (1854–1938), kommendörkapten, ämbetsman och statsråd
- Gustaf Dyrssen, flera personer
  - Gustaf Dyrssen (amiral) (1858–1934), viceamiral
  - Gustaf Dyrssen (general) (1891–1981), generallöjtnant, idrottsman och idrottsledare
- Gösta Dyrssen (1919–1983), jurist, regeringsråd
- Helena Dyrssen (född 1959), politiker och ämbetsman
- Lizinka Dyrssen (1866–1952), kvinnosakskvinna
- Magnus Dyrssen (1894–1940), överstelöjtnant och frivillig i finska vinterkriget
- Ted Dyrssen (1919–1974), skulptör
- Thorsten Dyrssen (1889–1985), ryttmästare och konstnär
- Wilhelm Dyrssen (1858–1929), amiral och statsråd

### Släktträd (urval)
- Peder Dyrssen (1820–1886), fabrikör, godsägare
  - Gerhard Dyrssen (1854–1938), kommendörkapten, ämbetsman och statsråd
  - Gustaf Dyrssen (d. ä.) (1858–1934), viceamiral
  - Wilhelm Dyrssen (1858–1929), amiral och statsråd
  - + Lizinka Dyrssen (1866–1952), kvinnosakskvinna, gift med Wilhelm Dyrssen
    - Gustaf Dyrssen (d. y.) (1891–1981), generallöjtnant, idrottsman och idrottsledare
      - David Dyrssen (1922–2011), analytisk kemist, adoptivson till sin fars kusin Gustaf Dyrssen (d. y.)

    - + Eva Dyrssen (1910–2007), författare, gift 1953 med Gustaf Dyrssen (d. y.)
    - Magnus Dyrssen (1894–1940), överstelöjtnant och frivillig i finska vinterkriget